# Крум Сотиров
Крум Сотиров е български и американски орхидеен експерт. Основател е на Първо орхидеено общество в България, лектор е в орхидеените общества на САЩ, Канада и България. Съосновател е на първата и най-голяма оранжерия на Балканите за редки видове орхидеи „Орхидария“
. Тя прераства в ботаническа градина, която запазва видове, образова и развива изкуството на орхидеите сред ценителите.

## Биография
Роден е през 1971 г. във Варна в семейството на писателя Живко Сотиров и на журналистката Мария Долапчиева-Сотирова. Баща му е автор на книги за деца, сатира, пътеписи, член на Съюза на българските писатели. Има издадени 11 книги, сред които „Писалка „Пеликан“, „Приятел, с когото да си помълчиш“, „Да си измислиш жена“, „Ако си имаш кораб“, „Хляб с дъх на ябълки“ и др. както и адаптация на приказката „Спящата красавица“, поставена в Държавен куклен театър – Варна. Майка му Мария Долапчиева е дългогодишен журналист в Радио Варна, автор на документални филми на морска тематика, излъчени в ефира на националната телевизия, автор на разкази на морска тема и на документалните книги „Завръщане след четири тайфуна“, „Спасителна мисия“, „Тотем на сърцето“.
Крум Сотиров завършва средното си образование в град Варна през 1989 г. През 1997 г. заминава за Лондон, където практикува и учи в Кралската ботаническа градина „Kew“. Там той получава образованието си на експерт по орхидеите. Работи в орхидеената част на тропическата секция, където се грижи за южноафриканската част от орхидеената колекция и за орхидеи от подобни климатични условия – Катлеи, Лелии, Енциклии и много други. Работи по научно изследване на условията на обитание на Енциклия, Лелия и Катлея и създава един от първите за времето се орхидеени сайтове в Интернет. Сайта ionopsis.com в началото е един от най-големите в мрежата и просъществува за повече от 20 години. В Кралската Ботаническа градина Kew Сотиров изучава генетика на орхидеите и и спечелва привилегията да ползва Хербария (затворен за посетители) и лаборатория в Jodrell – най-престижната институция за проучване на растения. Изнася лекции по отглеждане на орхидеи по време на Орхидеения фестивал в Лондон – едно от най-значимите орхидеени събития в света.
Крум Сотиров е единственият българин, поканен да създаде свой собствен дисплей/аранжировка на Орхидееният фестивал в Лондон на два пъти – през 1998 и през 1999 година. Той работи с колеги от „Wakehurst Place“ (градина-сателит на „Kew“), посещава градината на Кралското Градинарско общество „Wisley“, кралските паркове „Hampton Court“ и участва в Лондонското орхидеено шоу. В Лондон Крум Сотиров се запознава с традициите и работата на орхидеените общества, посветени на различни видове орхидеи. Първият българин член на Британското орхидеено общество, той спечелва първата си награда за отглеждане на орхидея.
Директорът на училището за градинари Йън Лийси подчертава неговия принос за развитието на орхидеената секция и солидните познания в отглеждането на растенията като цяло.
По време на пребиваването си в Лондон Крум Сотиров усъвършенства уменията си на универсален градинар като създава и поддържа частни градини с различна тематика и растително богатство.

### Лектор в орхидеените общества
През 1999 г. Крум Сотиров заминава за Съединените щати, където продължава усъвършенстването си на орхидеен експерт. В Калифорния работи за най-големия производител на орхидеи и за един от най-престижните цветарски магазини в Сан Франциско.
Създава собствена колекция от орхидеи и става лектор в орхидеените общества на САЩ и Канада. Изнася лекции пред градински клубове, прави демонстрации в големи магазини за градински дизайн. Има изнесени десетки лекции, посветени на отглеждането на орхидеи в култивация, спецификата на различните видове, опознаване и опазване на орхидеите в дивата природа, аранжиране и представяне.
Изнасял е лекции в Калифорния, седем големи града в Тексас, в множество градове на щата Ню Йорк, във Флорида и в Отава и Монреал в Канада.
Познава лично големите имена в орхидеения свят – Фред Кларк, Джим Марлоу, Лиз Гобеи, Иван Портила и др. Води кореспонденция с Джоузеф Ардити – автор на многотомника „Ревю и перспективи на орхидеената биология“ („Orchid biology Review and perspectives“). Джоузеф Ардити, също с български корени, е професор в Университета на Лос Анджелис.

### Години в американската армия
През 2004 г. Крум Сотиров се отделя за известно време от света на растенията като се присъединява към Американската армия, където учи военно-полева медицина и четири години работи като полеви медик.
След пътуване в Афганистан 2006 – 2007, част от операциите „Enduring Freedom“ VI и VII, Сотиров е награден множество награди, медали и възпоменателни монети. Получава отличие за помощ при изграждането на полева болница за местни жители и за приноса му по време на бедствие с масови цивилни жертви, както и медал на НАТО за военни заслуги, възпоменателна монета-медал от Френските Спецални части и много други – похвални грамоти за преподаване на бойни изкуства и др.
За известно време работи като инструктор на военно-медицински кадри и ресертифициращ инструктор за CPR (кардио-пулмонарна реанимация) и Advanced life support (напреднала поддръжка на живота) на цивилни медицински кадри – син екип в болници.
Като военен ветеран Сотиров решава да обедини страстта на живота си – растенията, и медицината. Така през 2012 г. се дипломира като арттерапевт от Университета Лонг Айлънд „CW Post“ с идеята да помага на страдащи от посттравматичен стрес с градинска терапия.

### Първо орхидеено общество в България
През ноември 2015 г. заедно със сестра си Искра Сотирова – журналист и PR, и група ентусиасти от Варна Крум Сотиров основава Първо орхидеено общество в България. На първата сбирка, посрещната с огромен интерес, идват орхидеени ценители и колекционери от Варна, Добричкия регион, Шумен.
https://bntnews.bg/bg/a/pa-rvo-orhideeno-obshtestvo-u-nas-768917
Обществото е регистрирано като неправителствена организация в съда и до момента е единствена неправителствена организация, която развива познанията за отглеждане на орхидеи, орхидееното изкуство, опазването на орхидеите в дивата природа, образоването на децата и младежите в любов и умения за отглеждане на орхидеи.
- https://www.orchidwire.com/Listings/63631958465.html

С подкрепата на колекционери от Варна обществото провежда всеки месец лекции и практически занимания/уоркшопи. Основен двигатели лектор в тях е Крум Сотиров, както и един от малкото орхидейни експерти в България – доц. Антоанета Петрова, директор на Ботаническата градина на БАН в София. Обществото спомага за набавянето на редки и интересни видове за колекциите на своите членове и гости.
https://agrozona.bg/parvi-targ-za-orhidei-u-nas/
http://m.focus-news.net/?action=opinion&id=39504
Организира няколко похода в Природен парк „Златни пясъци“ за наблюдение и снимане на диви български видове орхидеи.
Редовни и запалени членове също изнасят лекции пред обществото. Организацията осъществява първия уоркшоп по пресаждане на орхидеи за деца. Провежда видео-връзка с Орхидееното общество на Централен Ню Йорк в САЩ. По време на кризата с COVID-19 Крум Сотиров се проявява и като арттерапевт и през септември 2020 провежда първата арттерапия с орхидеи във Варна.
https://artvarna.net/2020/10/08/арт-терапия-с-орхидеи-открива-сезона-н/

### Ботаническа градина „Орхидария“
През февруари 2020 г. заедно с партньори Крум Сотиров основава „Орхидария“ – оранжерия за редки видове орхидеи. Това е първата и най-голяма оранжерия на Балканите, където се събират и отглеждат избрани видове. Тя дава значителни улеснения на колекционерите да се снабдят с орхидеи и по този начин създава условия за съхраняване на различни видове от тези екзотични растения.
https://bnt.bg/news/oranzheriya-za-orhidei-vav-varna-v274068-284024news.html
В оранжерията се отглеждат близо 300 вида орхидеи – земни, литофитни, епифитни, избрани японски видове /неофинетия-ванда фалката/, създават се среди за отглеждане на орхидеи.
Технологично „Орхидария“ е на ниво по-високо от държавните ботанически градини, но въпреки това среща бюрократични затруднения да бъде регистрирана като Ботаническа градина.
Тя работи в тясно сътрудничество с Първо орхидеено общество и споделя мисията му да разширява културата за отглеждане и опазване на орхидеи в България и по света.
https://www.chernomore.bg/a/19-video/44802-shtrihi-ot-utroto-saveti-ot-mezhdunarodniya-ekspert-po-orhidei-krum-sotirov